# Міжнародний розвиток
Міжнародний розвиток («глобальний розвиток») являє собою широке поняття про рівень розвитку в міжнародному вимірі. Міжнародний розвиток є важливим елементом, який враховується при міжнародних класифікаціях, таких як розвинені країни, країни, що розвиваються і найменш розвинені. Однак існує багато наукових шкіл і теорій, які мають різні підходи до визначення критеріїв розвитку країни.
Історично склалося так, що глобальний розвиток значною мірою асоціюється з розвитком економіки. Останнім часом поняття також часто використовується в цілісному і міждисциплінарному контексті людського розвитку, а також інших концепцій, серед яких конкурентоспроможність, якість життя або особисте благополуччя.
Міжнародний розвиток відрізняється від звичайного розвитку тим, що він має особливу структуру та складається з інститутів і політики, які виникли після Другої світової війни. Ці установи зосереджені на боротьбі з бідністю і поліпшенням умов життя в раніше колонізованих країнах та країнах, що розвиваються.

## Історія
Хоча міжнародні відносини і міжнародна торгівля існували протягом багатьох сотень років, міжнародна теорія розвитку як окреме поле для нових ідей виникла тільки в минулому столітті. У цьому контексті було висловлено припущення, що «теорія і практика розвитку невід'ємно технократичні і залишаються закріпленими у високому модерністському напрямі політичної думки, яка почала існувати відразу після закінчення Другої Світової війни». Протягом всього ХХ століття і до часу, як термін «глобальний розвиток» увійшов у загальне користування, для опису цього поняття були використані 4 аспекти:
1) політичний і економічний лібералізм і роль «вільних ринків»;
2) соціальна еволюція в ієрархічно жорсткому середовищі;
3) Марксистська критика класу та імперіалізму;
4) антиколоніальні захоплення на основі культурних відмінностей і національного самовизначення.
Період після Другої світової війни
Друга половина ХХ ст. названа «епохою розвитку». Витоки цієї епохи були пов'язані з:
• необхідністю повоєнної відбудови відразу після Другої світової війни;
• еволюцією колоніалізму або «колонізації» як наслідку глобалізації та створення нової політики вільної торгівлі між так званими «розвиненим» і «слаборозвиненими» країнами;
• початком холодної війни і прагненням Сполучених Штатів та їх союзників недопустити орієнтацію країн Третього світу на комуністичні цінності.
Сам по собі міжнародний розвиток має на меті звільнення залежних держав від колоніалізму з подальшим їх проголошенням незалежності. Управління новими незалежними державами повинно бути організовано так, щоб їх громадяни насолоджувалися життям без бідності, голоду та відчували власну захищеність.
Відомо, що ця епоха розпочалась 20 січня 1949 року, коли Гаррі Трумен підняв ці питання в своїй інавгураційній промові.
Тим не менш, до цього часу Сполучені Штати вже взяли на себе провідну роль у створенні Міжнародного банку реконструкції та розвитку (сьогодні це частина групи Світового банку) і Міжнародного валютного фонду (МВФ), які були створені в 1944 р. та Організації Об'єднаних Націй в 1945 р.
Імплементація плану Маршалла стала ще одним важливим кроком у створенні програми в галузі міжнародного розвитку, що поєднувала гуманітарні цілі зі створенням політичного і економічного блоку в Європі, який був союзником в США. Такий підхід отримав концептуальну підтримку протягом 1950-х років та проявився у формі теорії модернізації, підтриманої Уолтом Ростоу та іншими американськими економістами. Зміни у «вдосконаленому» підході до висвітлення поняття міжнародного розвитку додатково зумовлені поступовим розпадом імперій Західної Європи протягом найближчих десятиліть; тепер незалежні колишні колонії більше не отримували підтримку в обмін на їх підпорядковану роль.
До кінця 1960-х років виникла теорія залежності, яка аналізувала еволюцію відносин між Заходом і Третім світом. У 1970-х на початку 1980-х років модерністи у Світовому банку і МВФ підтримали неоліберальні ідеї економістів, серед яких ідеї Мілтона Фрідмана та Белла Баласса, що пізніше були реалізовані у вигляді програм структурної перебудови, в той час, як їх противники всебічно підтримували підходи «знизу догори», починаючи від громадянської непокори і розвитку критичного мислення до відповідної технології оперативного оцінювання роботи в сільській місцевості.
У відповідь на це різні структурні органи системи ООН здійснили зустрічний крок, який в кінцевому рахунку виявився успішним. Вони очолювали спочатку Міжнародну організацію праці (МОП) під керівництвом Пола Стрітена, та ЮНІСЕФ. Пізніше зайняли керівну посаду в ПРООН, незважаючи на те, що на той час організацію очолював консервативний республіканець США, та за сприяння Махбуба уль-Хаки і Амартії Кумар Сена висунули концепцію розвитку людини, таким чином, змінюючи характер діалогу з питань розвитку, щоб зосередити зусилля на людських потребах і можливостях.
До 1990 р. окремі науковці орієнтувались на підхід, для якого теорія розвитку заходила в глухий кут і тому деякі з них уявляли цю епоху як період «пост розвитку». Холодна війна закінчилася, капіталізм став домінуючим видом громадської організації суспільства, і статистичні дані ООН показали, що рівень життя в усьому світі покращився за останні 40 років. Проте, велика частина населення світу як і раніше живе за межею бідності, їхні уряди постійно живуть в боргах і побоюваннях, зумовлених зростанням впливу глобалізації.
У відповідь на таку безвихідну ситуацію риторика розвитку тепер зосереджується на проблемі бідності, з метанаративів модернізації замінюється більш короткий термін бачення, втіленого в Декларації тисячоліття, і підхід розвитку людського потенціалу. У той же час, деякі інституції з розвитку вивчають можливості державно-приватного партнерства та просування ідеї корпоративної соціальної відповідальності з очевидною метою інтеграції міжнародного розвитку з процесом економічної глобалізації.
Критики вважають, що ця інтеграція завжди була частиною основної програми розвитку. Вони стверджують, що бідність може бути прирівняна зі слабкістю, і що шлях до подолання бідності проходить через визвольні соціальні рухи і громадянське суспільство, а не через програми патерналістської допомоги або корпоративну благодійність. Такого підходу дотримуються організації на зразок Ради Гамелану (англ. Gamelan Council), яка прагне розширити можливості підприємців (наприклад, за допомогою ініціатив у галузі мікрофінансування). Ці критики більш детально представлені на такій формі міжнародного комплексного розвитку, як Рунде (2016), на основі чого засновані цілі сталого розвитку Організації Об'єднаних Націй та які спрямовані на інтеграцію інституційних підходів з метою зменшення дублювання цілей і тих, що суперечать одна одній та скеровують загальний добробут держав, що взяли на себе дотримання цих цілей.
Разом з тим, деякі критики вважають, що кінець такого розвитку пов'язаний із появою нового розвитку в рамках війни з тероризмом. На сьогоднішній день, однак, далеко не всі погоджуються з тим, що бюджети допомоги в даний час використовуються для боротьби з ісламським фундаменталізмом такою ж мірою, як вони були використані 40 років тому для боротьби з комунізмом.
Теорії
Існує ряд всеосяжних теорій про те, як варто змінювати суспільство найкращим чином. Такі теорії побудовані на основі різних соціальних наукових дисциплін і підходів, а також включають в себе історичні теорії, такі як:
• теорія модернізації
• теорія залежностей
• Всесвітня Теорія систем
Концепції
Міжнародний розвиток пов'язаний з поняттям міжнародної допомоги, але у свою чергу відрізняється від допомоги у разі стихійних лих і гуманітарної допомоги. Хоча ці дві форми міжнародної підтримки прагнуть спростити деякі з проблем, пов'язані з недостатнім розвитком, вони у більшості випадків мають короткостроковий характер — не обов'язково є довгостроковими рішеннями. Міжнародний розвиток, з іншого боку, прагне до реалізації довгострокових розв'язань проблем, допомагаючи країнам, що розвиваються шляхом створення необхідного потенціалу, важливого для забезпечення таких стійких рішень їх проблем. Справжній проект сталого розвитку є той, який буде в змозі вести до нескінченності, без залучення подальшої міжнародної участі або підтримки — фінансової чи будь-якої іншої.
Міжнародні проекти розвитку можуть складатися з одного проекту, що стає прикладом для розв'язання конкретної проблеми або ряду проектів в інших країнах, спрямованих на кілька аспектів життя суспільства. Актуальними є ті проекти, які включають в себе розв'язання проблеми, що відображає унікальну культуру, політику, географію та економіку регіону. Зовсім недавно в центрі уваги цієї галузі були проекти, спрямовані на розширення прав і можливостей жінок, розвиток місцевої економіки і турбота про довкілля.
Проекти у контексті людського розвитку зазвичай включають іноземну допомогу, управління, охорону здоров'я, освіту, скорочення бідності, забезпечення гендерної рівності, забезпечення готовності до стихійних лих, інфраструктуру, економіку, права людини, навколишнє середовище та інші пов'язані з цим питання.
З точки зору міжнародної практики місцевого розвитку, концепція розвитку громад почала сприйматись як важлива складова глобального розвитку з 1950 року. Організація Об'єднаних Націй визначає розвиток спільноти як «процес, в якому члени громади зібралися разом, щоб виконувати колективні дії і генерувати рішення глобальних проблем». Це ширше визначення процесу, спрямованого на створення більш міцних і стійких місцевих громад.
Розвиток спільноти також є професійною дисципліною та визначається Міжнародною асоціацією з розвитку спільноти (www.iacdglobal.org), глобальною мережею практиків у галузі розвитку громади та іншими науковцями як «практика на основі професії та наукової дисципліни, яка сприяє широкому залученню демократії, сталого розвитку, права, економічних можливостей, рівності і соціальної справедливості через різного роду організації, освіту і розширення прав і можливостей людей в громадах, незважаючи на те, чи вони створені на основі місця проживання, ідентичності або спільних інтересів в міських і сільських районах». Урядові та неурядові організації доволі часто беруть на роботу практиків в галузі розвитку громад, основне завдання яких полягає в зміцненні потенціалу вразливих верств населення та їх залучення до участі в проектах і програмах розвитку. За інформацією Міжнародного фонду сільськогосподарського розвитку, існують національні мережі практиків в галузі розвитку громад у багатьох країнах, кілька сотень навчальних аспірантур і великий обсяг досліджень і науки, в тому числі Міжнародний журнал суспільного розвитку (http://cdj.oxfordjournals.org/).
Протягом останніх десятиліть розвиток мислення змістився від програм модернізації і структурної перебудови до проблем скорочення бідності. Програми модернізації передбачали, що бідні країни мають пройти соціальні та економічні структурні перетворення в рамках їх розвитку, розвивати індустріалізацію і цілеспрямовану промислову політику. Скорочення бідності відкидає цю ідею та, у свою чергу, включає в себе програми соціального забезпечення на противагу прямій бюджетній підтримці, які створюють макроекономічну стабільність, що веде до збільшення економічного зростання.
Поняття бідності може застосовуватися до різних обставин залежно від контексту. Бідність є умовою, за якої існує нестача економічного доступу до основних людських потреб, таких як продукти харчування, житло і чиста питна вода. У той час, як деякі науковці визначають бідність, опираючись перш за все на економічні критерії, інші вважають за доцільне розглядати соціальні та політичні механізми, які часто проявляються у формі відсутності чи нестачі власної гідності.
Міжнародна економічна нерівність
Міжнародні інститути розвитку та міжнародні організації на зразок ООН сприяють реалізації підходу, відповідно до якого економічні методи, такі як швидка глобалізація і деякі аспекти міжнародного капіталізму можуть стати причиною появи економічного розриву між країнами, який іноді називають розрив між Північчю і Півднем.
Міжнародний розвиток може також стати причиною нерівності між багатими і бідними групами суспільства в одній країні. Наприклад, коли економічне зростання стимулює розвиток та індустріалізацію, воно може спричинити класовий розрив, створюючи попит на більш освічених людей з метою підтримки корпоративної та промислової рентабельності. Таким чином, попит населення на освіту, що, в свою чергу, включає в себе вартість навчання вищу, порівняно з попитом і пропозицією, що проявляється у тому, що люди хочуть бути частиною нової економічної еліти. Більш високі витрати на освіту спричиняють ситуації, коли за освіту можуть заплатити тільки люди з достатньою кількістю грошей, щоб у майбутньому претендувати на більш високооплачувану роботу, що й викликає масовий розвиток. Такий підхід обмежує можливості бідних людей, яким пропонується менш високооплачувана робота, та разом з тим розвиток технологій робить деякі з цих робочих місць застарілими (наприклад, через застосування електронних машин на виробництві, для масового випуску серії машин, таких як газонокосарки — в такому випадку професія садівника стає застарілою і непотрібною). Це призводить до того, що бідні люди не можуть поліпшити своє життя так само легко, як вони могли б це зробити в менш розвиненому суспільстві. Це частково пояснює той факт, чому створюються такі інститути, як Центр глобального розвитку для здійснення економічної політики в інтересах бідних верств населення.
Почуття власної гідності
Сучасні програми із скорочення масштабів бідності та забезпечення розвитку часто розглядають гідність як центральне поняття. Гідність також є основною темою Загальної декларації прав людини, найперша стаття якої починається з: «Всі люди народжуються вільними і рівними у своїй гідності та правах».
Поняття гідності в розвитку активно обговорювалося багатьма науковцями та пов'язане з усіма сферами розвитку. Наприклад, у своїй книзі «Розвиток з гідністю» Аміт Бхадері стверджує, що повна зайнятість з гідністю для всіх людей є одночасно важливою та доступною в Індії, в той час як група проекту Цілей розвитку тисячоліття ООН з водних ресурсів і санітарії розглядає ті сфери, які стосуються людської гідності у звіті «Здоров'я, гідність і розвиток: Що необхідно зробити?». Комісія з прав людини Азії в 2006 р. опублікувала свою позицію, стверджуючи, що: Людська гідність є істинним мірилом розвитку людини.
Прес реліз Комісії з прав людини Азії та Комітету з прав людини «Народне бачення»
Участь
Концепція участі стосується забезпечення того, щоб бенефіціари проектів і програм розвитку самі брали участь у плануванні і реалізації цих проектів і програм. Такий підхід вважається важливим, оскільки він дає змогу цільовій аудиторії проектів впливати і керувати власним розвитком — таким чином усуваючи будь-яку культурну залежність. Ця концепція вважається одним з найважливіших понять в сучасній теорії розвитку. Системна мережа ООН з сільського розвитку та продовольчої безпеки описує цю участь як: один з кінцевих варіантів, а також один із способів розвитку — Системна мережа ООН з сільського розвитку та продовольчої безпеки.
Місцеві учасники проектів розвитку часто неосвічені. Це створює нові зусилля з розробки планування проекту та організаційних методів розвитку, таких як оцінка по сільській місцевості, яка є доступною для неписьменних людей.
Доцільність
Поняття на зразок відповідності стосуються забезпечення того, щоб проект розвитку або програма була виконана в належному обсязі і на відповідному технічному рівні, а також культурно і соціально пасувала цільовій аудиторії. Доцільність не слід плутати із забезпеченням чогось з низьким рівнем технології, дешевої чи базової — проект є доцільним, якщо це прийнятно для аудиторії і власників, економічно доступний і стійкий в тому контексті, в якому він виконується.
Наприклад, в сільській місцевості на південь від Сахари для громади недоцільно розповідати про хлорування і системи для закачування води, тому що там вона не може бути збережена або не контролюється належним чином — прості ручні насоси будуть значно кращим варіантом; в той час як у великому місті, в одній і тій же країні було б недоцільно говорити про постачання води ручними насосами, а правильно розповідати про хлоровану систему водопостачання.
Економіст Е. Ф. Шумахер підтримував концепцію доцільності і заснував організацію Допоміжна група з технології оформлення (англ. Intermediate Technology Design Group), яка розробляє і надає відповідні технології в цілях розвитку (зараз перейменовано на Практичну дію — англ. Practical Action).
Концепція правильного фінансування була розроблена з урахуванням потреби в державних і приватних системах фінансової підтримки, які сприяють і дають можливість розвитку, а не перешкоджають йому.
Стабільність
Стійкий підхід до розвитку враховує економічні, соціальні і екологічні чинники для створення проектів та програм, які будуть мати результати, що не залежатимуть від обмеженості ресурсів. Стійкі проекти не використовуватимуть більше природних ресурсів, ніж є в наявності на території місцевості; більше фінансових ресурсів, ніж місцеві громади та ринки можуть витримати; стабільність означає необхідну підтримку з боку спільноти, уряду та інших зацікавлених сторін для виконання проектів, розрахованих на невизначений термін.
Це одна з ключових концепцій в галузі міжнародного розвитку, що має вирішальне значення для усунення залежності від закордонної допомоги.
Нарощування потенціалу
Нарощування потенціалу в окремих випадках стосується підвищення здатності цільової аудиторії проектів розвитку продовжувати в поодинці їх подальший розвиток, без зовнішньої підтримки. Це паралельне поняття стабільності, так як вона сприяє здатності суспільства функціонувати незалежно від зовнішніх факторів. Для інших він мав більш широкий сенс протягом декількох десятиліть. Наприклад, проведення в рамках системи ООН для дій і мислення в цій галузі було відведено ПРООН та запропоновано рекомендації щодо її співробітників і уряду, який почав тоді існувати з 1970-х років. Це передбачало нарощування потенціалу основних національних організацій у таких сферах, як цивільна авіація, метеорологія, сільське господарство, охорона здоров'я, харчування, щоб виконувати поставлені завдання належним чином. Всі спеціалізовані установи ООН повинні бути активними у підтримці та вдосконаленні тих галузей, для яких вони були технічно кваліфіковані, наприклад, ФАО для сільськогосподарського сектора і сільського господарства, ВООЗ для охорони здоров'я і т. д., але на практиці ці установи досягли змішаних результатів, виконуючи функції різних сфер суспільного життя. Агентство США з міжнародного розвитку Великої Британії/Департамент з міжнародного розвитку та деякі скандинавські донори були також активні в цій галузі, як і деякі з країн радянського блоку, але успіх їхніх зусиль став можливим через розуміння того, що національні політичні інтереси мотивують власні зусилля.
До 1991 року цей термін еволюціонував і його почали визначати як «нарощування потенціалу». ПРООН визначила «нарощування потенціалу» як створення сприятливих умов з відповідною політикою та нормативно-правовою базою, інституційним розвитком, разом з участю громад (зокрема жінок), розвиток людських ресурсів і зміцнення систем управління, додавши, що ПРООН визнає, що нарощування потенціалу є довгостроковим, безперервним процесом, в якому беруть участь всі зацікавлені сторони (міністерства, місцеві органи влади, неурядові організації та групи водокористувачів, професійні асоціації, вчені та інші).
До 1995 року Генеральна Асамблея ООН запровадила і отримала (1998) оцінку впливу підтримки системи ООН з нарощування потенціалу. Такі результати були визначені в рамках трирічного огляду політики Генеральної Асамблеї ООН, протягом якого здійснювався всебічний огляд і аналіз загального керівництва всією системою діяльності ООН в галузі розвитку (http://www.un.org/esa/coordination/public_multi.htm 2nd & 3rd записів). Залишаються поняття, які використовують у різних агентствах по-різному для виконання цілей своїх програм. Одним з найважливіших елементів, який є спільним для найбільш важливих організацій є те, що вони працюють в цій галузі і така робота приносить значно більший ефект, ніж просте тренування.
Підхід, що заснований на правах людини
Правозахисний підхід до концепції розвитку було прийнято багатьма неурядовими організаціями та Організацією Об'єднаних Націй як новий підхід до міжнародного розвитку. Цей підхід поєднує в собі безліч різних концепцій міжнародного розвитку, серед яких нарощування потенціалу, права людини, участь і стабільність. Метою правозахисного підходу до розвитку є розширення можливостей правовласників або груп, що не здійснюють всі права, а також зміцнення потенціалу носіїв обов'язків, або установ чи уряду, які зобов'язані виконувати ці права.